# Eleccions al Parlament Europeu de 2004 (Catalunya)
El 13 de juny de 2004, es varen celebrar eleccions europees a Catalunya, així com a la resta de l'Estat espanyol. Aquests comicis van permetre l'elecció dels 54 eurodiputats corresponents a Espanya al Parlament europeu per a la legislatura 2004-2009. Simultàniament, es varen celebrar eleccions europees a la resta d'estats membres de la Unió. Aquestes varen ser les primeres eleccions després de l'ampliació de la UE a 10 països de l'Europa de l'est i mediterrània, fins a arribar a un total de 25 estats.

## Participació i resultats

### Participació
Dels 5.329.787 electors cridats a les urnes, només hi van participar 2.121.380, és a dir, un 39,80% del cens. Aquest índex de participació és el més baix mai obtingut en unes europees a Catalunya. Aquesta baixa participació va fer de Catalunya una de les comunitats autònomes més abstencionistes, només superada per les dues ciutats autònomes i els dos arxipèlags. Per demarcacions, els nivells de participació no van diferir gaire, anant des del 39,67% de la província de Girona al 40,42% de la de Tarragona.

### Resultats electorals

#### Partit dels Socialistes de Catalunya
El partit més votat va ser el Partit dels Socialistes de Catalunya, partit que ja havia guanyat les eleccions anteriors, celebrades el 1999. Malgrat perdre gairebé uns 90.000 vots, els socialistes van pujar, en percentatge de vot, més de 8 punts, fins a arribar al 42,85%, assolint la victòria a les principals ciutats del país i a 38 de les 42 capitals de comarca, així com a les quatre províncies catalanes. Els socialistes van aconseguir els seus millors resultats a la província de Barcelona, on van obtenir el 44,62% dels vots emesos. En aquesta demarcació, el PSC va aconseguir la majoria absoluta en algunes de les principals ciutats de l'àrea metropolitana, com ara l'Hospitalet de Llobregat, Badalona, Sabadell i Terrassa, arribant a superar el llindar del 60% a Cornellà de Llobregat i Santa Coloma de Gramenet.
Els socialistes són l'únic partit català a veure escollits en aquests comicis dos dels seus candidats com a diputats al Parlament europeu: Raimon Obiols i Maria Badia. Tots dos formen part del Grup Socialista Europeu.

#### Partit Popular
El Partit Popular va ser, per primera vegada en la història, la segona força més votada en unes eleccions a Catalunya. Malgrat perdre més de 100.000 vots, l'elevada abstenció va permetre al Partit Popular de Catalunya pujar gairebé un punt en percentatge de vot, fins a arribar al 17,81% dels vots, i superar així CiU per 37 centèsimes.
Els populars van aconseguir els seus millors resultats a la demarcació de Barcelona, que amb un 18,44% va ser l'única de les quatre províncies on el PP es va col·locar com a segona força més votada. A la ciutat de Barcelona, fins i tot van aconseguir la victòria al districte de Sarrià - Sant Gervasi, on tradicionalment CiU era la força més votada.
Dels 24 escons del Partit Popular espanyol al Parlament europeu, un va correspondre al seu cap de llista a Catalunya, Aleix Vidal-Quadras.

#### Convergència i Unió
Convergència i Unió, que es presentava dins la coalició electoral Galeusca amb altres partits nacionalistes de l'Estat espanyol, va quedar, per primera vegada en unes europees, en tercera posició en el conjunt de Catalunya. Respecte de les eleccions anteriors, Convergència i Unió va retrocedir 12 punts, obtenint un 17,44% dels vots emesos a Catalunya, el pitjor resultat mai obtingut en unes eleccions. Per ciutats, la federació nacionalista només va poder retenir la victòria a Vic, Banyoles i Solsona.
Dels 2 escons que va aconseguir Galeusca, un d'ells va recaure en el convergent Ignasi Guardans Arxivat 2008-10-13 a Wayback Machine., corresponent l'altre al representants del Partit Nacionalista Basc Josu Ortuondo. Per un marge de 300 vots, el tercer escó, que requeia en el BNG, se l'enduu el Partit Popular

#### Esquerra Republicana de Catalunya
La quarta llista més votada va ser de nou la d'Esquerra Republicana de Catalunya, que es presentava amb altres partits d'àmbit no estatal dins la coalició l'Europa dels Pobles. Amb l'11,8% dels vots emesos a Catalunya, la llista d'ERC va aconseguir uns 75.000 vots més que en les eleccions anteriors, en què es presentà en coalició amb Els Verds. Per territoris, ERC va aconseguir el seu millor resultat a la província de Girona, on amb el 17,9% dels vots, va quedar com a tercera força més votada, per davant del PP. Per ciutats, les Borges Blanques (les Garrigues) va ser l'única capital de comarca on els republicans van ser la llista més votada.
De conformitat amb l'acord a què van arribar les diverses forces que integren la candidatura de l'Europa dels Pobles, l'únic escó d'aquesta serà compartit per ERC, Eusko Alkartasuna i la Chunta Aragonesista. Així, durant els tres primers anys de la legislatura, l'escó serà ocupat pel cap de llista d'ERC i de l'Europa dels Pobles Bernat Joan, per posteriorment deixar pas al candidat d'Eusko Alkartasuna Mikel Irujo.

#### Iniciativa per Catalunya Verds–Esquerra Unida i Alternativa
La coalició d'esquerres Iniciativa per Catalunya Verds – Esquerra Unida i Alternativa va ser la cinquena llista més votada, amb el 7,17% dels vots emesos. Aquests resultats van permetre a Iniciativa per Catalunya Verds recuperar l'eurodiputat perdut a les eleccions del 1999, quan ambdues formacions s'havien presentat per separat. D'una banda, ICV es va presentar juntament amb altres partits ecologistes i d'esquerres dins la candidatura Els Verds – Esquerres dels Pobles que, amb un 1,42% dels vots emesos en el conjunt de l'Estat, no va aconseguir cap diputat. EUiA, en canvi, es presentà amb Izquierda Unida, situant-se aquesta coalició com a la tercera candidatura més votada en el conjunt de l'Estat espanyol, amb 4 escons.
L'eurodiputat d'ICV, Raül Romeva i Rueda, seu al grup parlamentari Els Verds-Aliança Lliure Europea.

#### Vots en blanc i a altres candidatures
D'entre la resta de candidatures que no van aconseguir representació al Parlament Europeu, cap d'elles va superar l'1% dels vots. Coalició Europea, que va ser la força política extraparlamentària més votada en el conjunt de l'Estat, amb l'1,27% dels vots, només va obtenir a Catalunya el 0,10%, quedant per sota d'altres formacions com la CUP (0,29%) o el CDS (0,11%).
Els vots en blanc es van reduir notablement, en passar de l'1,73% l'any 1999 a només un 0,55% el 2004.
|                                                                     | Partit dels Socialistes de Catalunya (PSC-PSOE)                          | 42.85 | 34.64 |
|                                                                     | Partit Popular de Catalunya (PP)                                         | 17.81 | 16.90 |
|                                                                     | Convergència i Unió – Galeusca – Pobles d'Europa (CiU)                   | 17.44 | 29.28 |
|                                                                     | Esquerra Republicana de Catalunya (ERC)                                  | 11.8  | 6.06  |
|                                                                     | Iniciativa per Catalunya Verds – Esquerra Unida i Alternativa (ICV-EUiA) | 7.17  | 7.48  |
|                                                                     | altres                                                                   | 2.38  | 3.91  |
|                                                                     | en blanc                                                                 | 0.55  | 1.73  |
| Font: Ministeri de l'Interior Arxivat 2008-03-07 a Wayback Machine. |                                                                          |       |       |